# Maria Mendes
Maria Mendes (Porto) é uma cantora, compositora e arranjista portuguesa. Tem-se distinguido pelo cruzamento de jazz com fado. Foi nomeada por duas vezes para os Grammy Awards, na categoria de Melhor Arranjo, Instrumentos e Voz, ao lado de John Beasley - em 2021, pela canção "Asas Fechadas", e em 2024 pela canção "Com Que Voz". Ambas as canções garantiram nomeações semelhantes nos Grammies Latinos.  Em 2020, venceu um prémio Edison na categoria de Melhor Álbum Vocal de Jazz, pelo álbum Close to Me.
Nasceu no Porto, e foi aí que começou a aprender música, tendo prosseguido estudos na área do jazz em Nova Iorque, Bruxelas e Roterdão. Também estudou MPB. Vive radicada nos Países Baixos, desde 2007.

## Discografia
- Along the Road (2012)[11]
- Innocentia (2015)[5]
- Close To Me (2019)[12] - com John Beasley e Metropole Orkest
- Saudade, Colour of Love (2022)[12] - com John Beasley e Metropole Orkest